# Championnes de France de natation de grand fond nage libre
Cette page propose une liste de championnes de France de natation de grand fond nage libre.

## Grand fond nage libre
| Championnats | Championnats                          | Grand fond nage libre dames | Grand fond nage libre dames | Grand fond nage libre dames | Grand fond nage libre dames     | Grand fond nage libre dames |
| ------------ | ------------------------------------- | --------------------------- | --------------------------- | --------------------------- | ------------------------------- | --------------------------- |
| 1922         | Tourcoing                             | Juliette Gardelle           |                             |                             | Mouettes de Paris               |                             |
| 1923         | Arras                                 | Ernestine Lebrun            |                             |                             | Enfants de Neptune de Tourcoing |                             |
| 1924         |                                       | Ernestine Lebrun            |                             |                             | Enfants de Neptune de Tourcoing |                             |
| 1925         | Paris Les tourelles                   | Ernestine Lebrun            |                             |                             | Enfants de Neptune de Tourcoing | 1 h 28 min 2 s              |
| 1926         | Paris Les tourelles                   | Marguerite Ledoux           |                             |                             | Enfants de Neptune de Tourcoing |                             |
| 1927         | Paris Les tourelles                   | Fernande Moittié            |                             |                             | C. Tritons Pontoisiens          |                             |
| 1928         | Paris Les tourelles                   | Marguerite Ledoux           |                             |                             | Enfants de Neptune de Tourcoing |                             |
| 1929         | Paris Les tourelles                   | Marguerite Mahieux          |                             |                             | Cercle des nageurs de Marseille |                             |
| 1930         | Paris Les tourelles                   | Marguerite Mahieux          |                             |                             | Cercle des nageurs de Marseille |                             |
| 1931         | Paris Les tourelles                   | Marguerite Mahieux          |                             |                             | Cercle des nageurs de Marseille |                             |
| 1932         | Marseille Chevalier Roze Sport (25 m) | Marguerite Mahieux          |                             |                             | Cercle des nageurs de Marseille |                             |
| 1933         | Paris Les tourelles                   | Rose Pourquier              |                             |                             | Cercle des nageurs de Marseille |                             |
| 1934         | Paris Les tourelles                   | Lucette Berlioux            |                             |                             | Club des Nageurs de Paris       |                             |
| 1935         | Bordeaux                              | Lucette Berlioux            |                             |                             | Club des Nageurs de Paris       |                             |
| 1936         | Paris Les tourelles                   | Lucette Berlioux            |                             |                             | Club des Nageurs de Paris       |                             |
| 1937         | Paris Les tourelles                   | non disputé                 |                             |                             |                                 |                             |
| 1938         | Paris Les tourelles                   | Lucette Berlioux            |                             |                             | Club des Nageurs de Paris       |                             |
| 1939         | Paris Les tourelles                   | non disputé                 |                             |                             |                                 |                             |
| 1940         | non disputé                           |                             |                             |                             |                                 |                             |

(en 1939, seul est organisé au mois d'août le Championnat de Paris de Grand Fond, gagné par Lucette Berlioux du C.N.P., en 1 h 41 min sur 7 kilomètres)

## 5 km indoor
| Championnat | Lieu          | Athlète          | Naissance | Âge | Club                        | Temps              |
| ----------- | ------------- | ---------------- | --------- | --- | --------------------------- | ------------------ |
| 2002        | Aix-les-Bains | Laura Blomme     | 1982      | 20  | CN Melun-Dammarie           | 59 min 32 s 89     |
| 2003        | Besançon      | Nadege Gaucherot | 1981      | 20  | Entente 95 Sannois-Montigny | 1 h 01 min 04 s 36 |
| 2004        | Melun         | Laure Manaudou   | 1986      | 18  | CN Melun-Dammarie           | 58 min 15 s 03     |
| 2005        | La Rochelle   | Floriane Richard | 1981      | 24  | ASPTT Strasbourg            | 59 min 29 s 02     |
| 2006        | Strasbourg    | Sarah Bey        | 1985      | 21  | CN Melun Val de Seine       | 55 min 49 s 79     |
| 2007        | Vittel        | Aurélie Muller   | 1990      | 17  | CN Sarreguemines            | 58 min 31 s 49     |
| 2008        | Versailles    | Célia Barrot     | 1990      | 17  | ASPTT Limoges               | 59 min 10 s 91     |